# Массовое убийство в гимназии № 175
Массовое убийство в гимназии № 175 произошло утром 11 мая 2021 года в Казани на улице Джаудата Файзи. В результате взрыва и стрельбы погибли 9 человек, 24 пострадали. Преступник, бывший ученик этой школы Ильназ Галявиев, сдался, был задержан и на следующий день помещён в СИЗО. В апреле 2023 года Галявиев был признан судом виновным и приговорён к пожизненному заключению. Адвокат Галявиева попытался обжаловать приговор, но спустя 4 месяца апелляционный суд оставил его в силе.

## Ход событий
Утром 11 мая Галявиев, находясь в своей квартире, рассыпал по полу кухни огромное количество аммиачной селитры и поджёг квартиру в трёх местах, намереваясь устроить взрыв, после чего вышел на улицу и с ружьём в руках направился к зданию гимназии № 175, в которой ранее учился. Огонь вскоре погас, взрыва не последовало, и шестиэтажный дом не пострадал.
Идущего по улице юношу с оружием видели несколько человек, но ни один из них не стал уведомлять об этом полицию. По данным источника ТАСС, информация о ЧП появилась у полиции в 9:18, хотя нападавший вошёл в здание в 9:24. Второе сообщение поступило в 9:19. Звонивший заявил о стрельбе и взрывах. В это же время был зафиксирован ещё один вызов. По рассказу одного из учеников, он слышал хлопок, потом увидел «какой-то газ в кабинете и услышал ещё несколько хлопков».
Подойдя к двери школы, Галявиев выстрелил в находившуюся на крыльце 19-летнюю девушку и школьного разнорабочего, который увидел его в окно и попытался преградить путь, а затем вошёл в здание. Школьная вахтёрша нажала тревожную кнопку и спряталась под стол. Директриса школы по громкой связи предупредила о нападении и велела учителям закрыться с учениками в учебных классах. На первом этаже преступник выстрелом в голову убил учительницу начальных классов Венеру Айзатову, а у запертой двери кабинета начальных классов привёл в действие самодельное взрывное устройство и далее пошёл по этажам.
Большинство классов к этому моменту были закрыты. На втором этаже он вошёл в один из кабинетов, где находилась учительница английского языка Эльвира Игнатьева, у которой в тот момент не было урока, и убил её, а затем, увидев из окна, что на футбольной уличной площадке проходит урок физкультуры, прицелился из окна в школьников и произвёл около двух выстрелов.
На третьем этаже ему удалось войти в кабинет, в котором в момент нападения не сработал громкоговоритель, в результате учительница не услышала сообщение директора и не успела запереть двери, в кабинете проходил урок родного языка у 8 «А» класса, он выстрелил в классную руководительницу, после чего начал стрелять по всем ученикам класса, целясь в их головы.
В 9:27 появились первые данные о пострадавших. Жители соседних домов сообщали, что из окон третьего этажа школы на улицу прыгают дети.
В 9:33 к зданию школы прибыли полицейские, Галявиев вышел на крыльцо с поднятыми руками и был задержан. Всего Галявиевым было совершено около 30 выстрелов. На момент нападения в гимназии находилось 714 учащихся и около 70 педагогов и сотрудников. На место происшествия также прибыли сотрудники Росгвардии, которые эвакуировали учеников и работников гимназии.
Около 11 часов к гимназии приехал президент Республики Татарстан.
В 11 часов пресс-служба МВД России сообщила о задержании нападавшего и введении режима контртеррористической операции.

## Личность нападавшего
В совершении преступления признан виновным 19-летний Галявиев Ильназ Ринатович, задержанный правоохранительными органами сразу после стрельбы в гимназии. Галявиев родился 11 сентября 2001 года в Казани, второй ребёнок в семье. СМИ сообщали, что он учился в 175-й гимназии, в 2017 году, после 9-го класса, поступил в колледж университета управления «ТИСБИ» по направлению «Информационные технологии». Ректор этого учебного заведения Нэлла Прусс сообщила, что он всегда был опрятным, не пропускал занятия. Староста его учебной группы рассказал, что он был замкнутым и нелюдимым, но в то же время помогал сверстникам с учёбой, и однажды предложил одному из них вступить в некую секту, но это предложение было воспринято как шутка.
2021 год должен был стать для Галявиева выпускным, но в апреле он пропустил экзамены и защиту практики, из за чего 26 апреля был отчислен. Весной 2021 года от Ильназа съехали все проживавшие с ним родственники (мать, отец и 21-летний брат). С этого момента Галявиев проживал в квартире один; примерно с этого же времени он начал совершать подготовку к нападению: прошёл 6-часовые курсы по безопасному обращению с оружием, получил необходимые медицинские справки, лицензию на оружие, оформил охотничий билет и приобрёл полуавтоматическое гладкоствольное ружьё Hatsan Escort PS, а также патроны (несмотря на то, что он страдает энцефалопатией). Деньги на покупку амуниции Ильназ, согласно собственным показаниям, получил от продажи другим игрокам скинов в онлайн-игре Counter-Strike: Global Offensive. Приобретённое оружие хранилось дома в сейфе. Галявиев изучал изготовление самодельных взрывных устройств. В его квартире при обыске были обнаружены аммиачная селитра, весы, гвозди и другие компоненты.
Ряд анонимных Telegram-каналов распространил опубликованную сотрудником полиции видеозапись задержанного в отделе полиции, в которой Галявиев заявлял о том, что осознал себя богом, о пробуждении монстра внутри себя и о ненависти ко всем. Позже сотрудник опубликовавший запись был уволен, его начальник получил дисциплинарное взыскание и был понижен в должности.
В Следственном комитете 12 мая сообщили, что ранее Галявиев неоднократно обращался за медицинской помощью в связи с сильными головными болями, в 2020 году ему был поставлен диагноз энцефалопатия, свидетельствующий о заболевании головного мозга.
Был обнаружен Telegram-канал Галявиева. Канал был открытым, и предполагаемый убийца как минимум несколько раз предупредил о том, что собирается «убить огромное количество биомусора», однако этого никто не заметил. По словам создателя мессенджера Павла Дурова, Ильназ Галявиев сделал свой Telegram-канал публичным всего за 15 минут до нападения на гимназию. 
По мнению создателя мессенджера «полностью защитить общество от действий психически нестабильных людей невозможно». Он заявил, что даже если бы правоохранительные органы следили онлайн за всем, что происходит в Интернете, они всё равно не успели бы отреагировать на подобные происшествия. Галявиев намеренно не раскрывал своих планов, держа их в тайне.
Появлялись сообщения о ликвидации второго подозреваемого, однако МВД Татарстана опровергло наличие у нападавшего каких-либо сообщников.

## Погибшие и раненые
В результате нападения погибли девять человек, из них восемь — семь учеников 8 А класса в возрасте от 14 до 15 лет и педагог — учительница английского языка Эльвира Николаевна Игнатьева (в 2018 году заняла второе место в конкурсе педагогического мастерства «Учитель года», в 2019 году с красным дипломом окончила бакалавриат Казанского федерального университета и там же училась в магистратуре) были убиты на месте; учительница начальных классов Венера Айзатова получила тяжёлое ранение в голову, была госпитализирована и затем умерла в больнице.

### Список погибших
- Эльвира Николаевна Игнатьева (26 лет), учительница английского языка;
- Венера Айзатова (55 лет), учительница начальных классов;
- Амир Ш. (14 лет);
- Алиса Г. (15 лет);
- Дамир Г. (14 лет);
- Амир В. (15 лет);
- Зульфия Г. (15 лет);
- Амир З. (14 лет);
- Ильзия Н. (14 лет).

Ещё двадцать один человек — трое взрослых и восемнадцать детей — пострадали и были госпитализированы, из них шестеро раненых находились в реанимации в крайне тяжёлом состоянии.
Правительство региона организовало выплаты семьям погибших и раненым. Согласно поручению президента России Владимира Путина, было оказано содействие пострадавшим и родственникам погибших, а также обеспечена медицинская и психологическая помощь.
На следующий день, 12 мая, в Татарстане был объявлен днём траура в память о его жертвах.

## Расследование и суд
Было возбуждено уголовное дело по части 2 статьи 105 УК РФ («убийство двух и более лиц, в том числе малолетних, совершённое общеопасным способом, из хулиганских побуждений»).
Через некоторое время после ареста Галявиев был доставлен в Москву, ему была назначена судебно-психиатрическая экспертиза в Научном центре социальной и судебной психиатрии им. В. П. Сербского. 21 июля сообщалось, что Институт имени Сербского признал Галявиева совершившим это преступное деяние в состоянии невменяемости, но официальные документы о результатах экспертизы в СК РФ ещё не поступили. По сообщению адвоката обвиняемого, по состоянию на 16 ноября 2021 года после второй психолого-психиатрической экспертизы Галявиева признали совершившим преступление в состоянии вменяемости. Председатель СК РФ Александр Бастрыкин объяснил результат первой экспертизы тем, что «не учитывался факт влияния на Галявиева идей субкультурного течения „Колумбайн“». К проведению повторной экспертизы был привлечён более широкий состав экспертов, которым следствие представило дополнительные материалы — выводы деструктологов о том, что мотивация Галявиева сводились к дублированию действий других последователей этого течения.
10 декабря 2021 года Галявиеву было предъявлено окончательное обвинение. Его обвиняли по четырём статьям Уголовного кодекса РФ: «убийство двух и более лиц, в том числе малолетних, общеопасным способом, покушение на убийство, изготовление взрывного устройства, умышленное повреждение имущества».
9 ноября 2022 года над Ильназом Галявиевым начался судебный процесс. В ходе судебного следствия стороной обвинения были озвучены протоколы осмотра видеокамер гимназии. Следователи, проводившие осмотр видеозаписей, заключили, что «в ходе просмотра видеозаписей с камер, установленных на территории внутри и снаружи гимназии, для обнаружения лиц, которые участвовали в совершении преступления совместно с обвиняемым Галявиевым, содействовали ему в совершении преступления путём перемещения предметов, похожих на оружие и боеприпасы, иных предметов, устраняли различные препятствия перед обвиняемым Галявиевым для совершения преступления, принимали попытки для сокрытия следов преступления и самого обвиняемого Галявиева, предметов, похожих на оружие, боеприпасов и иных предметов, произведённым осмотром видеозаписей установлено, что такие лица отсутствуют».
10 апреля 2023 года Галявиеву было предоставлено последнее слово. Он заявил, что «богом никого не считал и себя не считает», а также что «напишет книгу и со средств от её продажи погасит иски родственников погибших».
Приговор был вынесен 13 апреля 2023 года. Галявиева приговорили к пожизненному лишению свободы с отбыванием в колонии особого режима.
7 августа прошло заседание по обжалованию приговора поданное адвокатом Галявиева. Дело рассматривалось в Четвёртом Апелляционном Суде Нижнего Новгорода. Суд оставил приговор без изменений и отказался пересматривать дело.
9 августа стало известно, что в скором времени Галявиева этапируют в исправительную колонию № 6 особого режима Оренбургской области, более известную как «Чёрный дельфин».
19 сентября журналисты распространили информацию о том, что осуждённого жестоко избили сотрудники исправительной колонии; по заявлениям представителей ФСИН, эта информация является недостоверной.
В январе 2025 года приставы начали взыскивать с Галявиева 23 миллиона рублей на погашение исков потерпевших. Родители Галявиева выкупили его долю в квартире, которую изначально суд планировал изъять для погашения исков.
Из опубликованых материалов суда стало известно, что Галявиев расчитывал, что его самодельное взрывное устройство полностью разрушит школу. За два месяца до нападения он четыре раза проводил тестирование своей самодельной бомбы в различных местах.

## Мнения
В 2018 году военкомат признал Ильназа Галявиева годным к службе в армии, несмотря на то, что у него было диагностировано поражение головного мозга. Тогда он не предъявлял жалоб врачам-специалистам, в том числе неврологу и психиатру, поэтому у врачей не было оснований направлять Галявиева на дополнительные обследования. В 2021 году он проигнорировал вызов в военкомат. Юрист Комитета солдатских матерей Александр Латынин рассказал, что случай с Галявиевым не является редкостью, поскольку военкоматы признают годными «и хромых, и психически нездоровых», лишь бы получилось «выполнить план», и счёл, что за признание годным к службе Галявиева никого не накажут, поскольку тот совершил преступление, не будучи срочником.
Главный редактор оружейного сайта kalashnikov.ru Михаил Дегтярёв считает, что в оружейном законодательстве ничего менять не нужно, ведь против таких ситуаций никакие изменения в оружейном законодательстве не помогут: если человек идёт на преступление, то он найдёт способ его совершить, а нахождение орудия — это лишь один из пунктов.

## Последствия

### Законодательные инициативы
Президент России Владимир Путин выразил соболезнования родственникам погибших и поручил правительству ужесточить законы об оружии в стране. Василий Пискарёв, председатель комитета Государственной думы по безопасности и противодействию коррупции, заявил, что законопроект об ужесточении ограничений на получение лицензии на оружие будет рассмотрен 12 мая. Кроме того, он заявил, что поддерживает идею привлекать Росгвардию к охране школ.
Уполномоченный по правам человека Татьяна Москалькова предложила повысить возраст получения оружия до 21 года. 15 июня 2021 года депутаты внесли в Госдуму законопроект, ужесточающий контроль за выдачей лицензии на покупку гражданского оружия. 28 июня того же года закон был подписан президентом РФ.
Глава Татарстана Рустам Минниханов призвал пресекать героизацию Галявиева в интернете.

### Другие события
- В мае 2021 года 21-летний житель Ленска вдохновившись совершённым преступлением, планировал убить следователей, ведущих дело Галявиева. Он приехал в Казань, где арендовал квартиру напротив гимназии в которой произошло массовое убийство, и оформил кредит на покупку оружия и компонентов взрывчатки. Он наблюдал за работой правоохранителей на территории гимназии и спустя некоторое время был задержан. По результатам судебно-психиатрической экспертизы, он был признан невменяемым и отправлен на принудительное лечение[74][75].

## Реакция
Согласно исследованию Левада-Центра, почти все россияне на конец мая 2021 года знают о стрельбе, произошедшей в казанской школе 11 мая. Половина (53 %) респондентов внимательно следили за событиями, 44 % хотя бы что-то слышали об этом. Основными причинами нападения респонденты считают психическое заболевание стрелявшего (21 %), невнимательность и халатность сотрудников школы, полиции, силовых органов, которые вовремя не отследили опасность (19 %), а также проблемы в семье нападавшего (невнимательность родителей, недостаточное воспитание, одиночество) (16 %).
Свои соболезнования семьям погибших в результате нападения на школу в Казани и всему народу России принёс генеральный секретарь ООН Антониу Гутерреш. Президент Словакии Зузана Чапутова выразила соболезнования в связи со стрельбой в Казани.